# Robert Gallo
Robert Charles Gallo (* 23. března 1937 Waterbury, Connecticut) je americký výzkumník na rozhraní biochemie a medicíny. Sehrál významnou roli při objevení viru lidské imunodeficience (HIV) a jeho funkce jako infekčního agens odpovědného za syndrom získané imunitní nedostatečnosti (AIDS). Vyvinul krevní test na HIV a zasloužil se také významně o následující výzkumu HIV.
V roce 1996 byl spoluzakladatelem a pak i ředitelem Institutu lidské virologie (IHV) na Lékařské fakultě Marylandské univerzity v Baltimoru v Marylandu. Je také spoluzakladatelem biotechnologické společnosti Profectus BioSciences a spoluzakladatelem a vědeckým ředitelem Global Virus Network (GVN).
V letech 1980 až 1990 byl podle Ústavu pro vědecké informace nejcitovanějším vědcem světa a v letech 1983 až 2002 se umístil na třetím místě ve světě za vědecký dopad své práce. Stal se jediným držitelem dvou Laskerových cen. Publikoval více než 1 300 článků.

## Mládí a vzdělání
Gallo se narodil ve Waterbury v Connecticutu do dělnické rodiny italského původu. Jeho volba povolání byla ovlivněna předčasnou smrtí sestry na leukémii. Tomuto onemocnění zpočátku věnoval většinu svého výzkumu.
V roce 1959 získal bakalářský titul v oboru biologie na Providence College a v roce 1963 získal titul MD na Jefferson Medical College ve Filadelfii. Po dokončení lékařských atestací na univerzitě v Chicagu se stal výzkumným pracovníkem v Národním institutu pro rakovinu. Zde pracoval 30 let především jako vedoucí laboratoře biologie nádorových buněk.

## Výzkum

### Objev lidských retrovirů

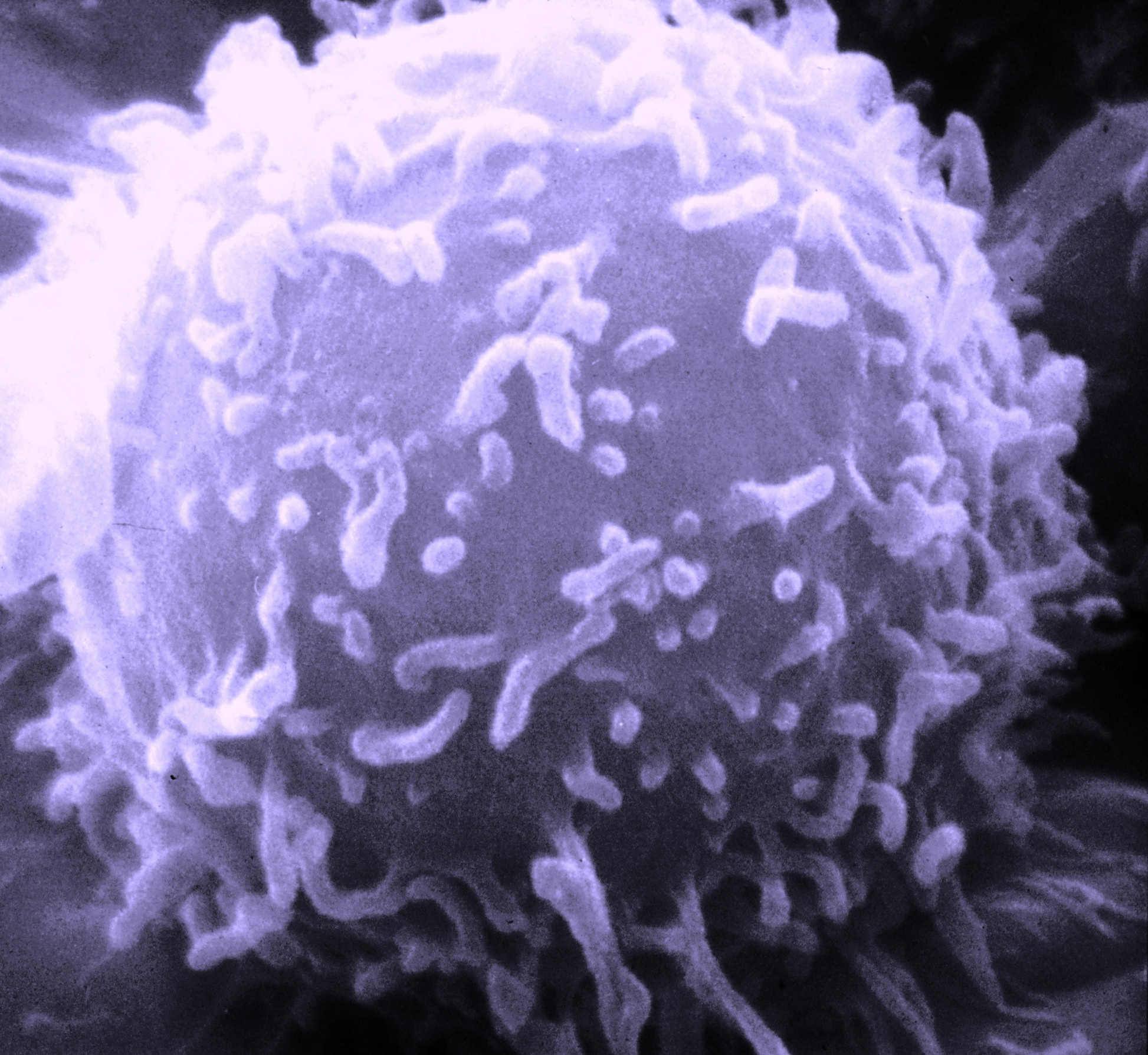
Lidský lymfocyt

Hlavní činností Gallovy laboratoře bylo studium retrovirů. V roce 1976 postdoktorantka Doris Morganová v jeho laboratoři zkoumala kultivační tekutinu aktivovaných lymfocytů (typ bílé krvinky) na možnou produkci růstových faktorů. Brzy byla úspěšná v pěstování T-lymfocytů a Gallova skupina jej identifikovala jako růstový faktor T-buněk (TCGF). V roce 1978 byl název změněn na IL-2 (interleukin-2).
Objev IL-2 významně posunul výzkum imunologie T buněk. Umožnil vědcům pěstovat T-buňky a studovat viry, které je ovlivňují, jako je lidský virus leukémie T-buněk nebo HTLV (první retrovirus identifikovaný u lidí).
V roce 1982 obdržel Gallo Laskerovu cenu: „Za své průkopnické studie, které vedly k objevu prvního lidského RNA nádorového viru (starý název pro retroviry) a jeho spojení s určitými leukémiemi a lymfomy.“

### Výzkum HIV/AIDS

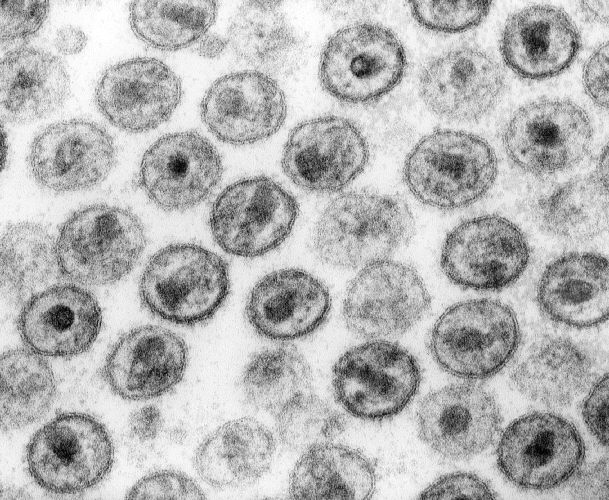
Retroviry HIV-1

V roce 1984 Gallo a jeho spolupracovníci popsali, že jimi izolovaný retrovirus HTLV-III je příčinou AIDS.
V roce 1986 získal Gallo svou druhou Laskerovu cenu za: „Objev retroviru HIV-I, který je příčinou syndromu získané imunitní nedostatečnosti (AIDS)“. Stal se tak jediným držitelem dvou Laskerových cen.
V roce 1989 na konferenci o HIV/AIDS sponzorované katolickou církví ve Vatikánu Gallo účastníkům slíbil, že do roku 1992 bude k dispozici účinná vakcína.
V roce 1995 se svými kolegy Paolo Lussou a Fiorenzou Cocchim zjistil, že chemokiny jsou silné a specifické inhibitory HIV. To vedlo k objevu buněčného koreceptoru pro infekci HIV, protože to je molekula, na kterou se vážou molekuly inhibice HIV. Tento objev byl časopisem Science označen za jeden z nejlepších vědeckých objevů roku.
V roce 1996 Gallo, Robert R. Redfield a William A. Blattner založili Institut lidské virologie. V institutu v Baltimoru léčí více než 5 000 pacientů a 500 000 dalších pacientů na klinikách podporovaných tímto institutem v Africe a Karibiku.
V roce 2007 získal spolu s jeho týmem grant ve výši 15 milionů dolarů od Nadace Billa a Melindy Gatesových na výzkum preventivní vakcíny proti HIV/AIDS.
V roce 2011 spolu s jeho týmem obdrželi 23,4 milionu dolarů od konsorcia finančních zdrojů na podporu další fáze výzkumu a preventivní vakcínu proti HIV/AIDS. Granty na očkovací program IHV zahrnovaly 16,8 milionu dolarů od Nadace Billa a Melindy Gatesových, 2,2 milionu dolarů z vojenského výzkumného programu HIV americké armády (MHRP) a další financování výzkumu z různých zdrojů, včetně amerického Národního institutu zdraví (NIH).

### Priorita objevu HIV

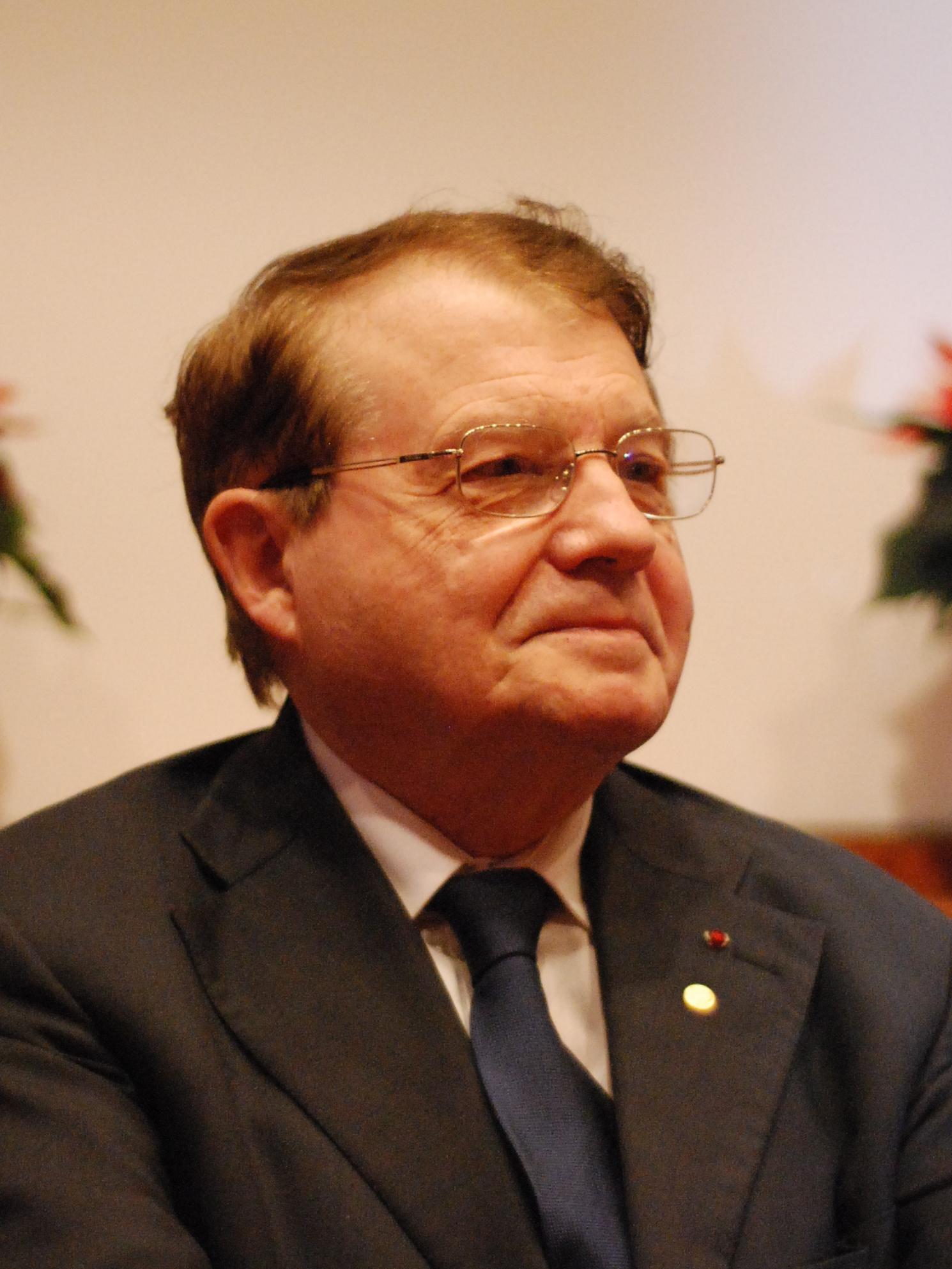
Luc Montagnier

Priorita objevu viru HIV se stala předmětem sporu. Luc Montagnier a jeho skupina v Pausteurově institutu ve Francii izolovala HIV téměř jeden a půl roku před Gallem, ale roli HIV při způsobování AIDS neurčila. Gallova skupina demonstrovala, že virus způsobuje AIDS a vyvinula techniky pro pěstování T buněk v laboratoři.

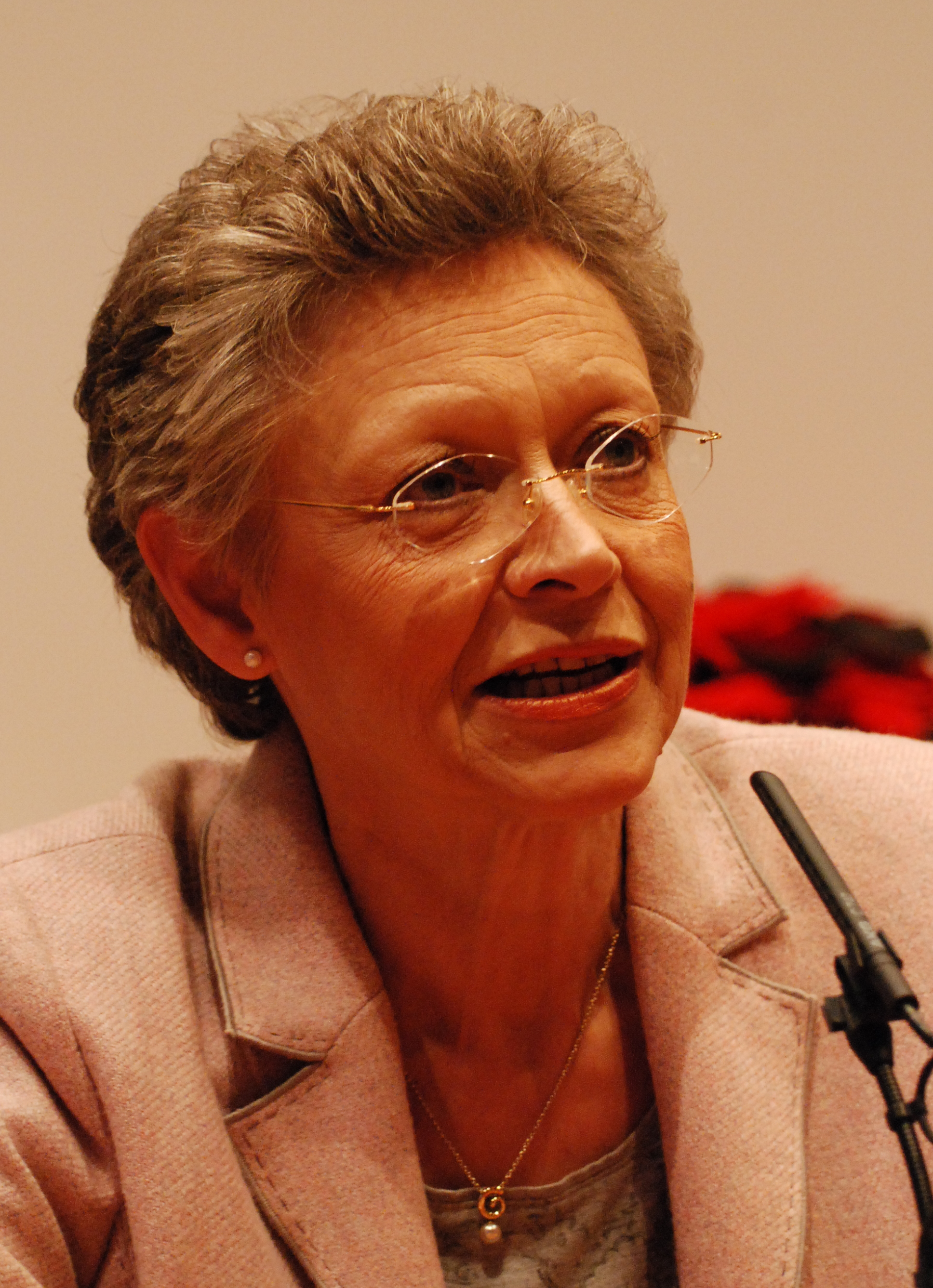
Françoise Barré-Sinoussi

V roce 1985 podal Pasteurův institut žalobu proti patentu na test na HIV, který byl udělen dne 28. května 1985 Ministerstvu zdravotnictví a sociálních služeb Spojených států (HHS). V roce 1987 se obě vlády dohodly na rovnoměrném rozdělení výnosů z patentu, přičemž jmenovaly spoluobjevitele Montagniera a Galla.
V roce 2002 Gallo a Montagnier publikovali sérii článků, ve kterých uznali klíčovou roli toho druhého na objevu HIV.
V roce 2008 získali Montagnier a jeho kolegyně Françoise Barré-Sinoussi z Pasteurova institutu Nobelovu cenu za fyziologii a medicínu za svou práci na objevu HIV. Gallo řekl, že je zklamán, že nebyl jmenován jako spoluobjevitel. Montagnier řekl: „Bylo důležité dokázat, že HIV je příčinou AIDS, a Gallo v tom hrál velmi důležitou roli. Je mi Roberta Galla moc líto.“

## Organizace
V roce 2005 Gallo spoluzaložil biotechnologickou společnost Profectus BioSciences. Tato společnost vyvíjí a komercializuje technologie ke snížení nemocnosti a úmrtnosti způsobené lidskými virovými onemocněními (včetně HIV).
V roce 2011 založil ve spolupráci s Williamem Hallem z University College Dublin a Reinhardem Kurthem z Institutu Roberta Kocha společnost Global Virus Network. Mezi její hlavní cíle patří zvýšení spolupráce a rozšíření vzdělávacích programů virologů a překonání mezer ve výzkumu, zejména v raných fázích virových epidemií.